# Siddhartha (músico)
Jorge Siddhartha González Ibarra (Guadalajara, Jalisco; 25 de agosto de 1977), conocido artísticamente como Siddhartha, es un músico, productor, compositor y cantante mexicano de indie rock, folk rock y pop alternativo. Fue baterista de la banda mexicana Zoé entre 2005 y 2006.Ha sido ganador del premio Indie-O Music Awards en la categoría disco solista por su álbum de estudio El vuelo del pez.
Durante su infancia mostró interés por la batería. En breve, junto a otros jóvenes, estableció su primera banda a la que llamaron Fósforo Club. Con el transcurso del tiempo, participó en varios proyectos musicales de manera concurrente a su trabajo como técnico para Azul Violeta. Durante esa etapa, su baterista sufrió un accidente que lo llevó a dejar de tocar durante gran parte de la gira. En consecuencia, Siddhartha ocupó de manera temporal su lugar, llevándolo a enfrentarse por primera vez a un público en vivo.
Ha grabado seis discos: Why You? (2008), el cual fue nominado a los Premios Grammy Latinos; Náufrago (2011); El vuelo del pez (2014); Únicos (2016), Memoria Futuro (2019), el cual también fue nominado a los Premios Grammy Latinos y 00:00 (2022). Además de un álbum en vivo Al Aire (2018). Varios de sus discos y sencillos han recibido la certificación disco de oro y disco de platino, por la Asociación Mexicana de Productores de Fonogramas y Videogramas (AMPROFON).
Entre sus canciones más conocidas se encuentran temas como;  «A la distancia», «Ser parte», «00:00», «Loco», «Tarde», «Bacalar», «Únicos», «Náufrago», «Me hace falta», «Extraños», «Brújula», etc. A lo largo de su trayectoria han colaborado con artistas como; Leiva, Valsian, Caloncho, Ximena Sariñana, Technicolor Fabrics, Emmanuel Horvilleur, Ana Torroja, Carlos Sadness, Zoé, Jayrick y Omar Rodríguez-López.

## Biografía

### Inicios
Nació el 25 de agosto de 1977, en Guadalajara y comenzó a tocar a los 6 años. Según sus memorias, tomó clases de piano con un maestro y a los 12 años se decantó por la batería. Pronto, en compañía de jóvenes mayores que él, fundó su primera banda al que nombraron Fósforo Club.
Con el paso de los años, se involucró en varios proyectos musicales con amigos de la escena local en Guadalajara, de manera paralela a su trabajo como Drum Tech de Alejandro Pérez “Orco”, baterista de Azul Violeta, cuando la banda lanzó su disco “Mini-Multi”. Durante aquella experiencia, Orco tuvo un desafortunado accidente que lo obligó a dejar de tocar durante una buena parte de la gira, con lo que Siddhartha tomó su lugar temporal, habiendo así logrado profesionalizar su vocación y logrando estar por primera vez frente a un público en vivo.
En 2005, Siddhartha se unió a la banda de rock Zoé cuando el grupo sufrió la salida de su primer baterista y la vacante quedó desocupada. Después de darle varias vueltas al repertorio del grupo, Zoé se convenció del talento de Siddhartha y lo invitó a unirse a sus filas, así comenzó la gira de su EP “The Room” por varios puntos del país y su presentación en el Teatro Metropolitan.
Siddhartha permaneció en Zoé un par de años más, hasta que culminó la grabación de su disco “Memo Rex Commander y el Corazón Atómico de la Vía Láctea” para entonces, se concentró en la producción de su primer disco solista, “Why You?” en el cual compuso todas las canciones.

### Why You?
El lanzamiento de su primer disco independiente “Why you?”, logró colocar a Siddhartha como uno de los artistas más prometedores de la escena musical en México, recibiendo numerosos reconocimientos:
- Ganador en los premios Indie-o Music Awards en la categoría “Mejor Álbum de Rock Solista”.
- Nominado al Latin Grammy en la categoría “Mejor álbum de rock vocal”,  junto a Andrés Calamaro y Chetes.
- Why you? Es catalogado como una de las mejores producciones del año por las revistas especializadas Warp, Marvin, Rolling Stone, Sonika y Círculo Mixup.
- Los videos Sacúdeme, Control, Volver a Ver y Colecciono Planetas, entran dentro de los tops de Mtv, Telehit, Ritmoson y Exa tv.
- El video “Sacúdeme” es nominado por el Festival “Pantalla de Cristal” en las categorías  “Mejor postproducción” y “Mejor Animación”, y ganador en “Mejor Pintado y Retoque”.

### Naúfrago
En 2011, “Náufrago” y de inmediato se coloca en los primeros lugares de venta alcanzando el puesto No.2 en itunes y en Mixup dentro del top de los 10 discos más vendidos.  El sencillo “Náufrago” se elige como el tema de la semana en Starbucks generando más de 50 mil descargas. 
Él álbum considerado por los medios especializados como uno de los mejores discos de 2011 haciéndose merecedor al Premio Latin Roll por “Náufrago” como “Canción del Año” y el premio Nuevas Lenguas por “Mejor Artista Latino”. Además recibe 3 nominaciones en los Indie O Music Awards en las categorías “Mejor Disco Solista”,  “Canción de Año” y” “Video del Año”.
Otros medios especializados como Rolling Stone, Warp Magazine, URL Magazine, entre otros, lo colocan dentro de su conteo anual entre las 10 mejores producciones de 2011 quedando en la posición No1 en varios de ellos. 
De este álbum se desprenden los videos “Náufrago”, “Domingo”, “Extraños” y “El Poema y la Caja” (Ganador de 5 categorías en el Festival Pantalla de Cristal). Con el lanzamiento de esta producción dio inicio el tour “Náufrago” que se extendió por todo el país y algunas ciudades de Estados Unidos desde el Lunario del Auditorio Nacional hasta el Festival Vive Latino. El Disco fue grabado y coproducido por Aldo Muñoz en Remi Estudios.

### El vuelo del pez
El vuelo del pez, salió a la venta en enero de 2014, debutando en el puesto n.º 1 en el Top Chart de iTunes Rock Latino y en el n.º 2 del Chart Internacional.
Conformado por 11 temas, esta producción fue escrita y dirigida por Siddhartha y realizada en colaboración con algunos músicos con quienes ha trabajado a lo largo de su carrera; además, cuenta con algunas participaciones especiales como la de Jesús Báez (Zoé) así como el reconocido productor Yamil Rezc quien ha producido a artistas de la talla de Julieta Venegas y Hello Seahorse!
“El Vuelo del Pez” sale a la venta en formato físico y en su versión digital se encuentra disponible en todo el mundo a través de las tiendas digitales más importantes.
Este álbum ganó en la categoría “Mejor Disco Solista” en los Indie O Music Awards 2015 y además contó con 2 nominaciones en los LATIN GRAMMYS 2014 en las categorías “Mejor Álbum de Rock alternativo” y “Mejor canción de Rock Alternativo” por el sencillo “El Aire”.
Recibió críticas positivas de la prensa especializada colocándose en los top charts de los medios especializados como Warp Magazine, Me Hace Ruido, Mute Magazine (Argentina) Rockonfire, LAINDY.COM (USA) entre otros. El disco fue grabado en Bubler, Suite 21 y Remi Estudios, Mezclado y Masterizado por Aldo Muñoz en REMI estudios.

### Únicosy contrato con Sony Music
2016 marca el inicio de una nueva etapa para Siddhartha. Firmó un contrato con Sony Music a finales de 2015 y lanzó el disco Únicos el 23 de septiembre de 2016. Producido por Didi Gutman, Coproducido por Rul Velazquez y Aldo Muñoz.
“Únicos” en palabras de Siddhartha, es el trabajo con el que más satisfecho se siente. es una biografía personal, vivencias acontecidas a lo largo de los últimos dos años.

### Al aire
Su primer material CD+DVD: Al Aire. Una producción en vivo, grabada en su totalidad en el show que dio Siddhartha el 14 de diciembre en el Auditorio Blackberry en la Ciudad de México. 
'“Hacer este disco en vivo nació de la necesidad de documentar ese momento mágico que sucede cuando un artista se encuentra con su público más cercano. El dejar registrada la explosión de energía que se vive tanto de parte de la gente como de la banda en vivo es lo que se quería plasmar”, comentó Siddhartha.
Esta producción se trata de un CD+DVD que consta de 23 canciones en las que estuvieron involucrados diversas personalidades de la industria musical como son: Mariano Lanus en la ingeniería de grabación, Gustavo Borner en la mezcla y masterización. Mientras que la dirección de video estuvo a cargo de Gonzalo Ferrari y la dirección de fotografía por Julián Fernández.

### Memoria futuro
Es un disco pensado como un "concepto", es decir, no sólo es un conjunto de canciones, sino que pretende contar una historia a través de cada canción y cada cara del disco. Es un disco dividido en dos facetas, el primer EP se denomina "Memoria", y el segundo "Futuro". 
En palabras de Siddhartha, es el primer álbum en el que primero nace el nombre del mismo y luego las canciones, a través de una reflexión que hacía sobre su vida. Contiene 10 canciones en total; cada tema tiene un vídeoclip, cada vídeo es un capítulo los cuales pertenecen ya sea a la temporada de "Memoria" o "Futuro" y que estarán formando una historia completa para el personaje que protagonizará la historia en los vídeos. Se podrá ver distintas etapas de su vida y cómo cada capítulo sucedió por una razón. En entrevista con Javier Poza, Siddhartha confirma que "es un disco hecho una serie a base de videoclips".
A inicio de 2019 se publicó el primer sencillo del álbum "Algún día". El 18 de mayo se publicó "Memoria" con los primeros cinco temas. Es importante mencionar que los capítulos se asignaron sin orden en cada temporada.

### 00:00
El 31 de marzo de 2022, se edita el álbum 00:00, en el participan a dueto Ana Torroja en «Mapa» y Carlos Sadness en «80 días», este último se estrenó desde el 30 de septiembre de 2020, como primer sencillo promocional del álbum.

### Faceta como productor
La trayectoria musical de Siddhartha ha sido larga y también sobresale su faceta de productor musical, como en los proyectos “Fruta Vol. 1 y 2” de Caloncho y en el álbum debut de la banda Technicolor Fabrics “Run... The Sun Is Burning All Your Hopes” y para su tercero “Bahía Santiago”, así como también en temas para la cantante pop Sasha Sokol.

## Vida personal
Desde 2019, mantiene una relación con la youtuber mexicana Mariand Castrejón Castañeda, conocida popularmente como "Yuya", con quien tiene su primer hijo llamado Mar.
Mar nació el 29 de septiembre del 2021.

## Discografía

### Álbumes de estudio
- Why You? (2008)
- Náufrago  (2011)
- El vuelo del pez (2014)
- Únicos  (2016)
- Memoria Futuro (2019)
- 00:00 (2022)

### EP
- Miel de Azar (2024)

### Singles/Sencillos
- «Suburbios» (2022)
- «00:00» (2022)
- «Balsa» (2021)
- «Paraíso Lunar» (2021)
- «Cardúmenes» (2021)
- «Mapa» Ft. Ana Torroja (2021)
- «Brújula» (2021)
- «80 días» Ft. Carlos Sadness  (2020)

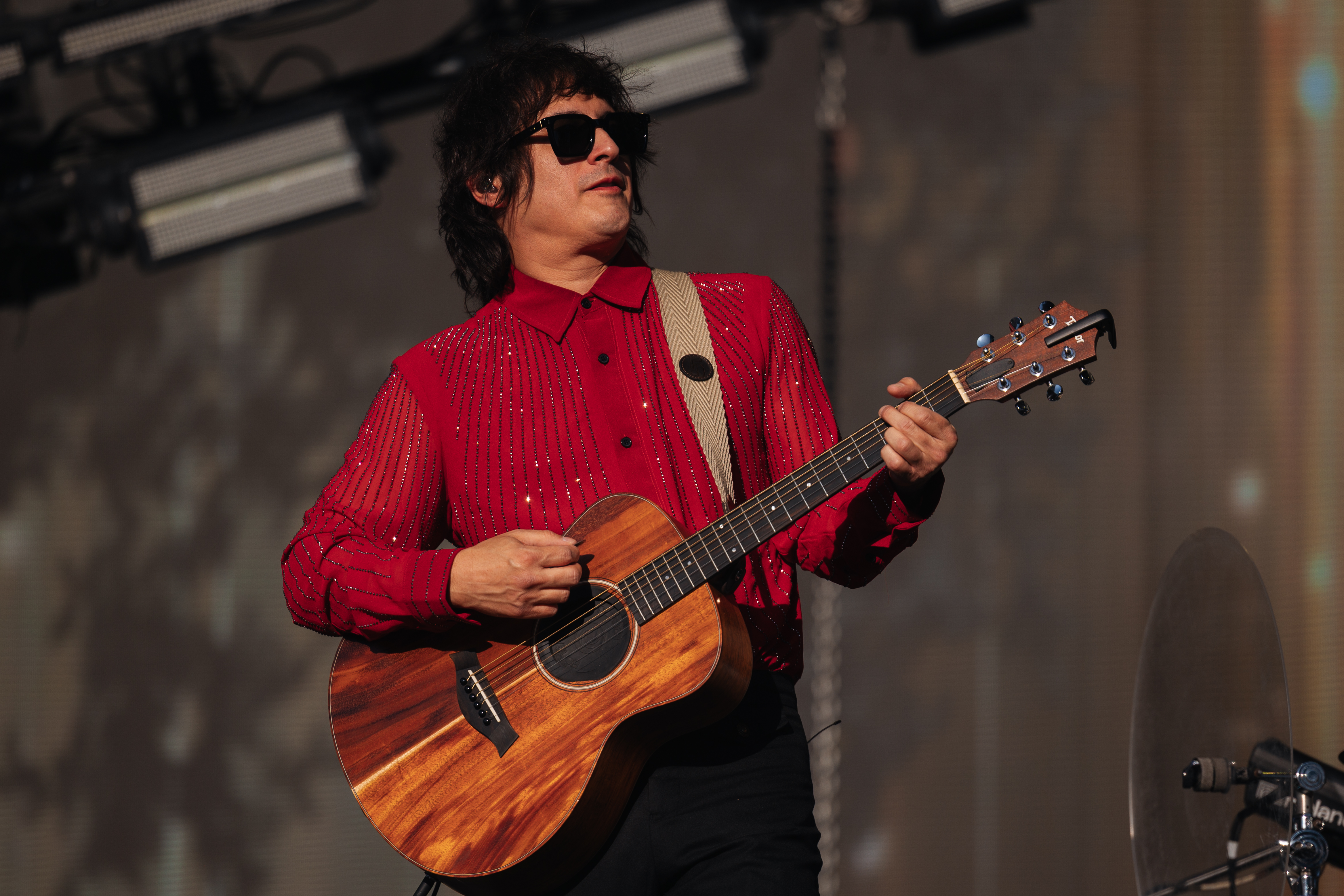
Siddhartha durante su actuación en el Escenario Amazon del festival Vive Latino 25, celebrado el 15 de marzo de 2025 en la Ciudad de México.

### Álbumes en vivo
- Al Aire  (2018)

### Colaboraciones
- B.S.O. El Brindis: Canción «Nube» (2007)
- B.S.O. Bajo la Sal: Canción «Control» (2008)
- Yo nunca vi televisión - Tributo a 31 Minutos: Canción «Mi Castillo de Blanca Arena con Vista al Mar» (2009)
- B.S.O. Te Presento a Laura: Canción «Los Felices» (2010)
- Technicolor Fabrics - Bahía Santiago Canción «Fuma» (2015)
- Latin Alternative Music Conference: Canción «En Silencio» (2016)
- Valsian - Canción «Nada Te Lastima» (2022)

## Videografía
Videos promocionales
| Año  | Vídeo musical                            | Dirección/Realización                                    | Álbum            | Anotaciones                                                                      |
| ---- | ---------------------------------------- | -------------------------------------------------------- | ---------------- | -------------------------------------------------------------------------------- |
| 2008 | Sacúdeme                                 | —                                                        | Why You?         | No cuenta con video promocional oficial.                                         |
| 2008 | Control                                  | Arturo Zúñiga.                                           | Why You?         |                                                                                  |
| 2008 | Volver a ver                             | Arturo Zúñiga.                                           | Why You?         |                                                                                  |
| 2009 | Colecciono planetas                      | Tomás Aguirre, Ipsaim Ruiz, Hiram González y Siddhartha. | Why You?         | Productora Bubler Productions.                                                   |
| 2011 | Náufrago                                 | David "Guti" Rosado                                      | Náufrago         | LOV/RECS - BublerSounds                                                          |
| 2011 | Extraños                                 | Carlos Cruz                                              | Náufrago         | LOV/RECS - BublerSounds                                                          |
| 2011 | Domingo                                  | David "Guti" Rosado                                      | Náufrago         | Un proyecto de Market Garden Collective                                          |
| 2012 | El poema y la caja                       | Carlos Cruz                                              | Náufrago         | LOV/RECS / BublerSounds                                                          |
| 2013 | El aire                                  | Carlos Cruz                                              | El vuelo del pez |                                                                                  |
| 2014 | Bacalar                                  | Reno Salas                                               | El vuelo del pez | Rodado en locaciones de los hoteles "Akalki" y "Kuuch Kaanil" en Bacalar, México |
| 2015 | Loco con Caloncho                        | Rodrigo Robles Joseph (Barranca Studio)                  | El vuelo del pez |                                                                                  |
| 2015 | Infinitos                                | Mariana Gutiérrez Lascurain                              | El vuelo del pez | Una producción de MANGO FILMS                                                    |
| 2016 | Tarde                                    |                                                          | Únicos           |                                                                                  |
| 2017 | Ser parte                                |                                                          | Únicos           |                                                                                  |
| 2017 | A la distancia                           |                                                          | Únicos           |                                                                                  |
| 2018 | El chico                                 | Fabián de la Fuente                                      | Únicos           | Estrenado el 13 de junio.                                                        |
| 2019 | Algún día (Capítulo 1)                   | Cristóbal González Camarena                              | Memoria Futuro   | Se estrenó el 21 de marzo.                                                       |
| 2019 | Me hace falta (Capítulo 2)               | Cristóbal González Camarena                              | Memoria Futuro   | Se estrenó el 21 de junio.                                                       |
| 2019 | Película (Capítulo 3)                    | Arturo Fabián de La Fuente                               | Memoria Futuro   | Se estrenó el 17 de mayo.                                                        |
| 2019 | Cada vez que vuelvas (Capítulo 4)        | Arturo Fabián de La Fuente                               | Memoria Futuro   | Se estrenó el 26 de julio.                                                       |
| 2019 | Aves del tiempo (Capítulo 5)             | Cristóbal González Camarena                              | Memoria Futuro   | Se estrenó el 23 de agosto.                                                      |
| 2019 | La ciudad (Capítulo 6) Ft. Zoé           | Cristóbal González Camarena                              | Memoria Futuro   | Se estrenó el 10 de septiembre.                                                  |
| 2019 | Buscándote (Capítulo 7)                  | Arturo Fabián de la Fuente                               | Memoria Futuro   | Se estrenó el 19 de octubre.                                                     |
| 2020 | Respiro (Capítulo 8) Ft. Ximena Sariñana | Mateo Lewis y Siddhartha                                 | Memoria Futuro   | Estrenado el 5 de febrero.                                                       |
| 2020 | Vida (Capítulo 9)                        | Cristóbal González Camarena                              | Memoria Futuro   | Estrenado el 1 de mayo.                                                          |
| 2020 | Memoria futuro (Capítulo 10)             | Cristóbal González Camarena                              | Memoria Futuro   | Estrenado el 12 de junio.                                                        |
| 2020 | 80 días Ft. Carlos Sadness               | Fuerzas Básicas                                          | 00:00            | Se estrenó el 30 de septiembre.                                                  |
| 2021 | Brújula                                  | Cristóbal González Camarena                              | 00:00            | Se estrenó el 7 de marzo.                                                        |
| 2021 | Mapa Ft. Ana Torroja                     | Unlimited Films                                          | 00:00            | Estrenado el 13 de mayo.                                                         |
| 2021 | Cardúmenes                               |                                                          | 00:00            | Estrenado el 4 de agosto.                                                        |
| 2021 | Paraíso lunar                            | Unlimited Films                                          | 00:00            | Estrenado el 30 de septiembre.                                                   |
| 2021 | Balsa                                    |                                                          | 00:00            | Estrenado el 30 de noviembre.                                                    |
| 2022 | 00:00                                    | Unlimited Films                                          | 00:00            | Estrenado el 31 de enero.                                                        |
| 2022 | Suburbios                                | Unlimited Films                                          | 00:00            | Estrenado el 31 de marzo.                                                        |
| 2023 | No es antes ni es después                | Unlimited Films                                          | 00:00            | Estrenado el 29 de marzo.                                                        |
| 2023 | Acapulco Ft. Emmanuel Horvilleur         | Unlimited Films                                          | TBA              | Estrenado el 3 de agosto.                                                        |
| 2023 | Nada por hecho Ft. Leiva                 | Unlimited Films                                          | TBA              | Estrenado el 5 de octubre.                                                       |

Colaboraciones
| Año  | Vídeo musical  | Director          | Artista(s)                                                                                    | Álbum          |
| ---- | -------------- | ----------------- | --------------------------------------------------------------------------------------------- | -------------- |
| 2016 | Fuma           | Jorge G. Camarena | Technicolor Fabrics                                                                           | Bahía Santiago |
| 2020 | Pasos con Alas |                   | Sofi Mayen, Hello Seahorse!, Little Jesus, Vanessa Zamora, Technicolor Fabrics y Fer Casillas | TBA            |

Sesiones Acústicas
| Año  | Vídeo musical           | Director          | Notas |
| ---- | ----------------------- | ----------------- | --- |
| 2014 | Acústicos de Central 11 | Canal 11 (México) | 29 de octubre, actuación en el "Museo Universitario del Chopo", presentando los temas: «Extraños (Acústico)», «El Aire (Acústico)», «Bacalar (Acústico)», «Náufrago (Acústico)» y «El Poema y la Caja (Acústico)»,                         |
| 2016 | Náufrago (Acústico)     | Unlimited Films   | Vol. 8 de "Maraika Sessions", realizadas en "Casitas Maraika" en Puerto Vallarta, Jalisco, el 25 de junio de 2016. También se grabaron los temas «Why you? (Acústico)» y «Nunca es nunca (Acústico)», pero no se han lanzado oficialmente. |
| 2018 | Únicos (Acústico)       | Mark Rudin        | Como parte de las sesiones de "El Ganzo Sessions", realizadas en el Mar de Cortés dentro del Hotel "El Ganzo". |

Presentaciones en vivo
| Año  | Vídeo musical                                                | Director      | Notas |
| ---- | ------------------------------------------------------------ | ------------- | --- |
| 2010 | Mi Castillo de Blanca Arena con Vista al Mar (En vivo)       | Tomás Aguirre | Tema incluido originalmente en el álbum homenaje a la chilena serie de TV 31 minutos titulado "Yo nunca vi televisión" |
| 2014 | El Aire (En vivo)                                            |               | Ready Set Sessions (Sesiones 21), para la emisora de radio RMX                                                         |
| 2019 | Algún Día (Acústico, en vivo) y Película (Acústico, en vivo) |               | Presentación en vivo con Jessie Cervantes, para la cadena EXA.                                                         |
| 2020 | Película (En vivo) (Capítulo 3)                              | Michel Alfaro | Memoria del Auditorio Nacional de la Ciudad de México, en 2019.                                                        |

## Músicos
Como solista, Siddharta es acompañado de músicos que tienen destacada actuación en la palestra musical mexicana.
- Siddhartha - Voz y Guitarra
- Raul Velázquez - Guitarra
- Erick Rangel - Sintetizador y teclados
- Alejandro Chubaka - Bajo
- Luis Mejía - Batería